# Gisostola nordestina
Gisostola nordestina là một loài bọ cánh cứng trong họ Cerambycidae.